# Балканска балада
Балканске баладе (познате и као балканске народне баладе или балканаде)  су емотивни, спори музички стилови балканског региона југоисточне Европе. Балканске баладе, слично другим баладама, често обрађују различите теме везане за љубав (неузвраћене љубави, љубавне патње, романтичне и интимне везе) уз коришћење балканских гудачких инструмената као што су шаргија, као и кларинет, труба, хармоника, гусле, гитара и бас гитара.  

## Карактеристике
Типичне баладе користе етно инструменте. У новијим временима, балканске баладе обично примењују неки степен западњачке инструментације. Балканске баладе се разликују од традиционалних балада по томе што укључују фузију поп музике, народне музике и сентименталних балада. Фолклорни елементи могу обухватати појаву одређених музичких инструмената или начин певања који је карактеристичан за неку земљу. Међутим, то нису главни чиниоци оваквих композиција, већ је то сама атмосфера песме – почиње веома умереним темпом, а завршава се, једном речју, хаосом или кулминацијом (фамозна „промена кључа”). Такође, свему овоме додајте певање на матерњем језику, углавном врло апстрактан и емотиван текст и огромне вокалне способности онога што изводи. Певачи обично наступају на својим матерњим језицима.

## Историја
Како се баладе традиционално преносе усмено, тешко је одредити тачне датуме настанка. Међутим, најранија снимљена балада, „Јуда“, Дечја балада бр. 23, датира из раних 1300-их. 
Временом се медиј баладе проширио на Балканско полуострво и од тада се имплементирао у музичке уметничке форме присутне у балканској култури данас.

### Примери са Евровизије
- Дорис Драговић – Жељо моја (Југославија 1986)
- Дарја Швајгер - "Прислухни ми" (Словенија 1995)
- Магазин & Лидија – "Носталгија" (Хрватска 1995)
- Маја Благдан – Света љубав (Хрватска 1996)
- Данијела – Нека ми не сване (Хрватска 1998)
- Дарја Швајгер - "За хиљаду година" (Словенија 1999)
- Жељко Јоксимовић - "Лане моје" (Србија и Црна Гора 2004)
- Хари Мата Хари - "Лејла" (Босна и Херцеговина 2006)
- Марија Шерифовић – „Молитва“ (Србија 2007), која је те године победила на конкурсу
- Каролина Гочева – „Мојот свет“ (БЈР Македонија 2007), има промену језика у енглески на крају
- Марија Шестић – "Ријека без имена" (Босна и Херцеговина 2007)
- Јелена Томашевић - "Оро" (Србија 2008)
- Регина – "Бистра вода" (Босна и Херцеговина 2009)
- Игор Цукров феат. Андреа – "Лијепа Тена" (Хрватска 2009)
- Феминнем – Лако је све (Хрватска 2010)
- Маја Кеуц – „Но Оне“ (Словенија 2011), ретка балканска балада на енглеском језику, иако је на националном финалу изведена словеначка верзија
- Жељко Јоксимовић - "Није љубав ствар" (Србија 2012)
- Калиопи – „Црно и бело“ (БЈР Македонија 2012), балада више заснована на рок
- Нина Бадрић – "Небо" (Хрватска 2012)
- Ева Бото – „Верјамем“ (Словенија 2012)
- Маја Сар – "Кораке ти знам" (Босна и Херцеговина 2012)
- Клапа с Мора – "Мижерја" (Хрватска 2013)
- Сергеј Ћетковић – "Мој свијет" (Црна Гора 2014)
- Кнез – „Адио“ (Црна Гора 2015)
- Далал & Дин феат. Ана Руцнер и Џала – "Љубав је" (Босна и Херцеговина 2016)
- Калиопи – „Дона“ (БЈР Македонија 2016)
- Балканика - "Нова деца" (Србија 2018)
- Вања Радовановић – „Иње“ (Црна Гора 2018)
- Невена Божовић – "Круна" (Србија 2019)
- Тамара Тодевска – „Поносна“ (Северна Македонија 2019)
- Ана Соклич - "Амен" (Словенија 2021)
- Анџеља Перистери - "Карма"( Албанија 2021)